# Crotalaria wilczekiana
Crotalaria wilczekiana là một loài thực vật có hoa trong họ Đậu. Loài này được Timp. miêu tả khoa học đầu tiên.